# Khoa học 2017

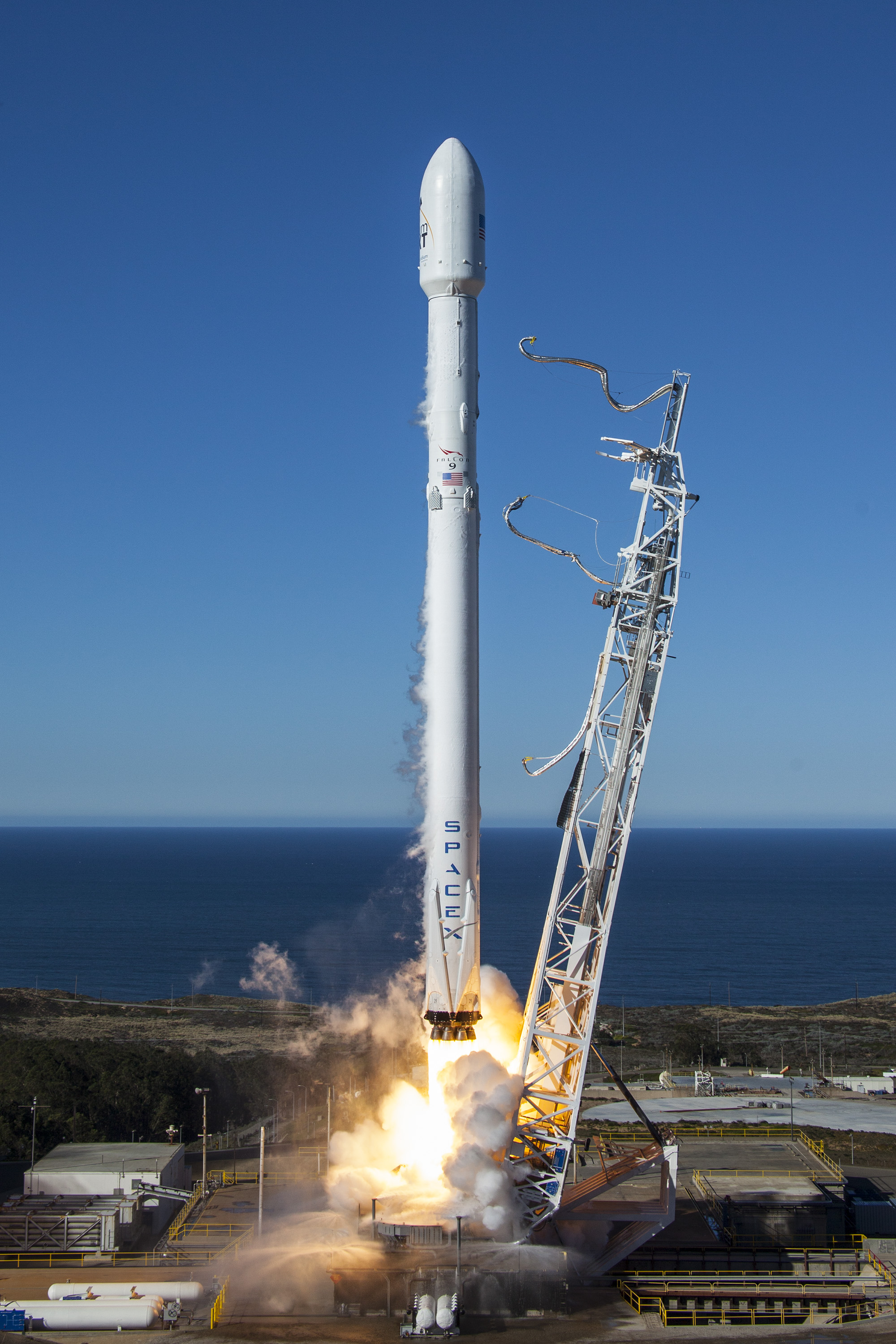
Tên lửa đẩy 2 tầng Falcon 9 Full Thrust của Tập đoàn Công nghệ Khai phá Không gian SpaceX cất cánh khỏi căn cứ không quân Vandenberg quận Santa Barbara, California mang vệ tinh Iridium NEXT lên quỹ đạo, ngày 14 tháng 1 năm 2017

Một số sự kiện khoa học đã xảy ra trong năm 2017. Liên Hợp Quốc đã tuyên bố 2017 là năm của du lịch bền vững cho phát triển quốc tế.

## Sự kiện

### Tháng 1
- 4/1: 

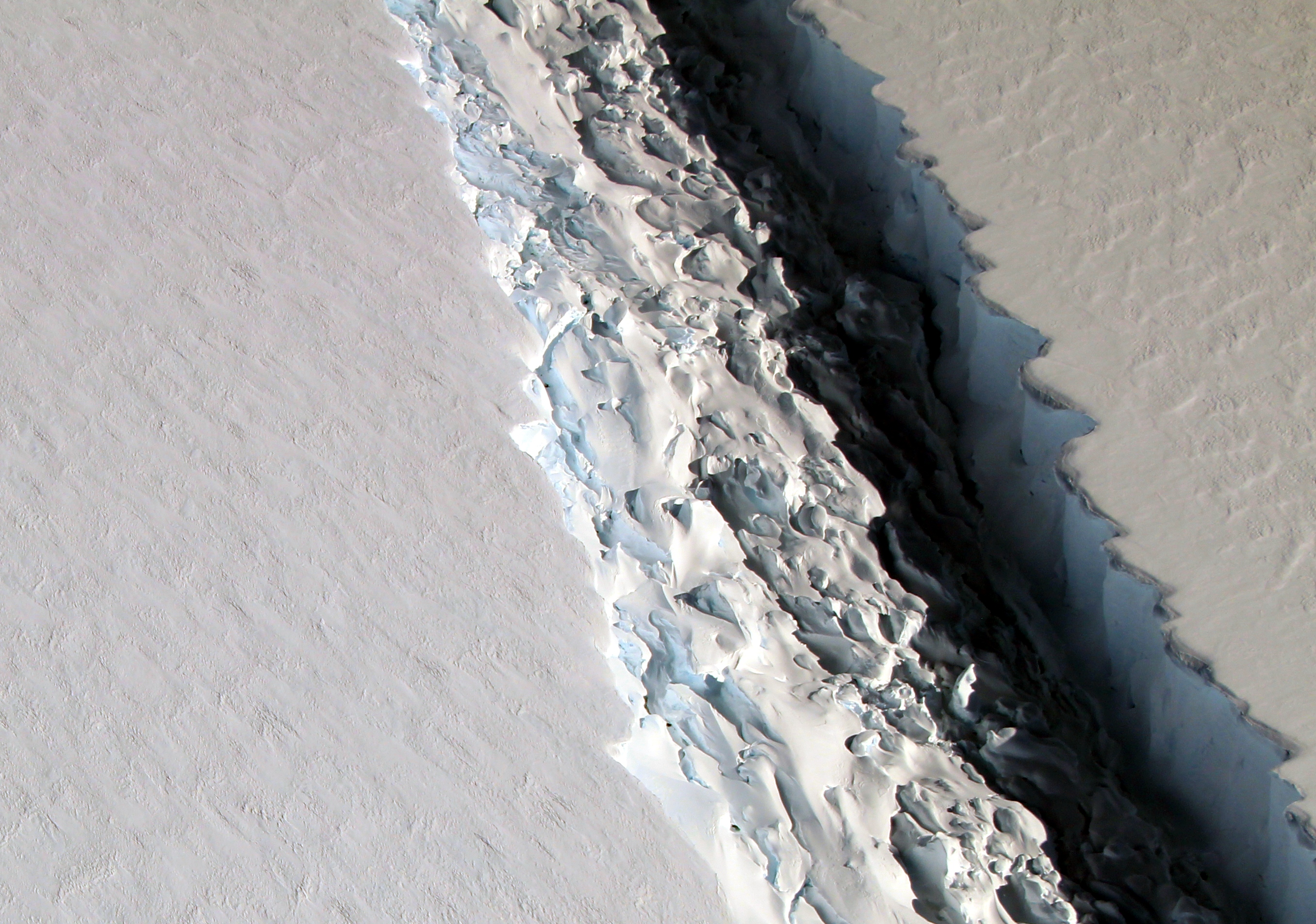
Larsen C nứt khỏi thềm lục địa

  - Một nghiên cứu công bố trên tạp chí Tiến bộ Khoa học tỏ rõ sự nghi ngại về gián đoạn trong ấm lên toàn cầu với nhiều bằng chứng hơn về việc đánh giá thấp nhiệt độ bề mặt đại dương.[2][3][4][5]
  - Các nhà nghiên cứu tại Đại học bang Michigan cho thấy một hợp chất hóa học và thuốc mới tiềm năng có thể để ngăn chặn sự lây lan của khối u ác tính đến 90%.[6]
- 6/1:
  - Một tảng băng trôi có thể nằm trong danh sách 10 tảng băng lớn nhất thế giới đã sẵn sàng để tách khỏi Vùng Nam Cực. Nhà khoa học NASA John Sonntag đã chụp được những hình ảnh cho thấy khe nứt rộng 100 mét và sâu đến 0,5 km.[7]
- 10/1:
  - Vượn thiên hành (tìm thấy ở Myanmar và Trung Quốc) đã được xác định là một loài mới cho khoa học, công bố trên tạp chí American Journal of Primatology.[8][9]

### Tháng 2
- 28/2:
  - Phát hiện 2 loài thực vật mới cho khoa học từ Bidoup-Núi Bà và Hòn Bà: Bứa hợp Garcinia hopii H.Toyama & V.S.Dang[10] và Tam thụ hùng hòn bà Trigonostemon honbaensis Tagane & Yahara.[11]

### Tháng 3
- Loài chuồn chuồn kim Coeliccia mientrung được phát hiện tại miền Trung Việt Nam, công bố trên Zootaxa ngày 27/3/2017.

### Tháng 4
- Chi và loài bướm đêm Mimaporia Hmong được phát hiện thấy ở Lào Cai, Việt Nam, công bố trên tạp chí Zootaxa ngày 20/4/2017

### Tháng 5

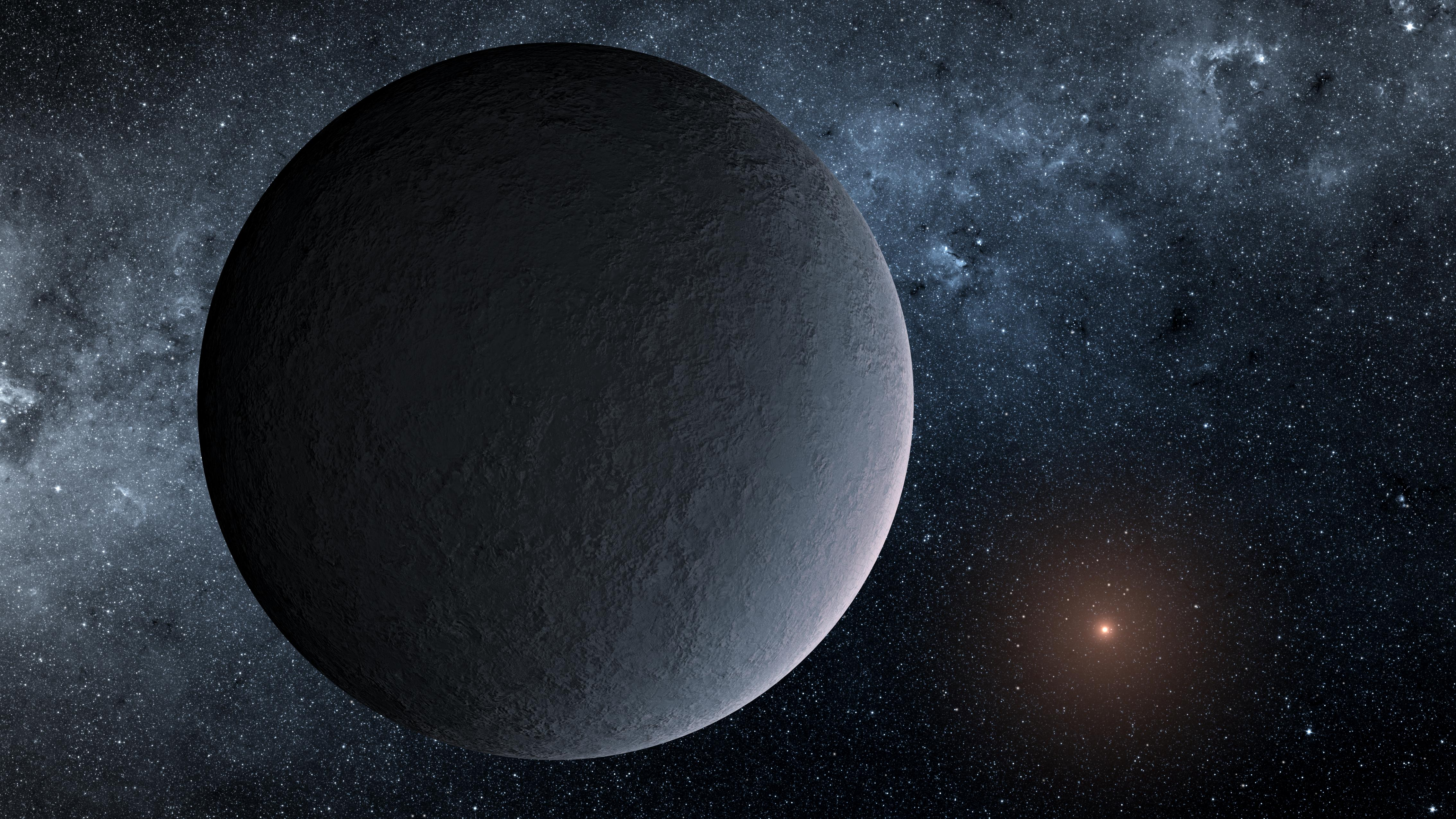
Hình mô phỏng hành tinh OGLE-2016-BLG-1195Lb và ngôi sao nó quay quanh

- 11/5: ngoại hành tinh OGLE-2016-BLG-1195Lb quay quanh ngôi sao OGLE-2016-BLG-1195L cách hệ Mặt Trời 13.000 năm ánh sáng
- Loài Ếch nhẽo Quảng Ninh Limnonectes quangninhensis được phát hiện ở vùng đông bắc Việt Nam, công bố trên tạp chí Zootaxa ngày 24/5/2017.

### Tháng 6
- 2/6: vệ tinh tự nhiên thứ 68 của sao Mộc là Jupiter LIV (S/2016 J 1) tìm thấy năm 2016, công bố trên Minor Planet Circulars.[12]
- 5/6, vệ tinh thứ 69 của sao Mộc được công bố cũng trên Minor Planet Circulars.[13]
- Các nhà thiên văn học công bố kết quả quan sát thấy sóng hấp dẫn lần thứ ba, xuất phát từ hai lỗ đen sáp nhập vào nhau cách hệ Mặt trời 880+450
−390 megaparsec (hay 29+15
−13 tỷ năm ánh sáng).
- 18 tháng 6, Hiệp hội Tim mạch Châu Âu tường thuật một loại vắc-xin làm hạ lượng mỡ máu (cholesterol) ở chuột, gây niềm hy vọng có thể ngừa được bệnh tim mạch (CVD).[14]
- 19 tháng 6: 
  - Hai nhà thiên văn học ở Tucson, Arizona là Kathryn Volk và Renu Malhotra công bố kết quả nghiên cứu về khả năng có một hành tinh thứ mười có kích cỡ sao Hỏa cư trú ở rìa hệ Mặt Trời đã gây ra sai lệch trong độ nghiêng của các thiên thể vành đai Kuiper khoảng cách ngoài 50 AU.[15][16]
  - Các nhà khoa học ở Đại học Cornell công bố bài báo cho rằng mực nước biển dâng sẽ làm cho ít nhất 1,4 tỷ người năm 2060 và 2 tỷ người năm 2100 phải thay đổi chỗ ở.[17]
- 20 tháng 6: nhóm điều hành tàu không gian Kepler công bố danh sách 219 ứng cử viên Hành tinh ngoài hệ Mặt Trời với ít nhất 10 trong số đó có kích thước tương đương Trái Đất và có quỹ đạo quay quanh mặt trời của chúng trong khu vực có thể sống được.[18]
- 30 tháng 6: Cơ quan nghiên cứu và phát triển hàng không vũ trụ Nhật Bản tiết lộ thông tin về kế hoạch đưa người lên Mặt Trăng năm 2030.[19]

### Tháng 9
- 1/9: Trung tâm laser electron tự do tia X châu Âu, một cơ sở nghiên cứu sử dụng các chùm laser electron tự do ở bước sóng cỡ tia X để nghiên cứu cấu trúc vật chất vi mô ở cấp độ nano mét và cấp độ nguyên tử chính thức được đưa vào vận hành.[20]
- 4/9: Các nhà thiên văn học Tomoharu Oka, Shiho Tsujimoto, Yuhei Iwata, Mariko Nomura & Shunya Takekawa thuộc Đại học Keio công bố nghiên cứu về việc phát hiện ra một lỗ đen có khối lượng gấp 100.000 lần khối lượng Mặt Trời nằm sau đám mây khí gần trung tâm Ngân Hà, được coi là lỗ đen lớn thứ hai quan sát thấy ở thiên hà của chúng ta.[21]
- 5/9: Xe tự hành Curiosity phát hiện ra dấu vết của nguyên tố Bo, một thành phần thiết yếu của sự sống trên sao Hỏa.[22][23]
- 7/9: Hiệp hội Thiên văn Quốc tế lần đầu tiên chấp thuận tên gọi của 14 đặc điểm địa chất trên bề mặt Sao Diêm Vương.[24][25]

1. Tombaugh Regio
2. Burney crater
3. Sputnik Planitia
4. Tenzing Montes
5. Hillary Montes
6. Al-Idrisi Montes
7. Djanggawul Fossae
8. Sleipnir Fossa
9. Virgil Fossae
10. Adlivun Cavus
11. Hayabusa Terra
12. Voyager Terra
13. Tartarus Dorsa
14. Elliot crater

## Tháng 10

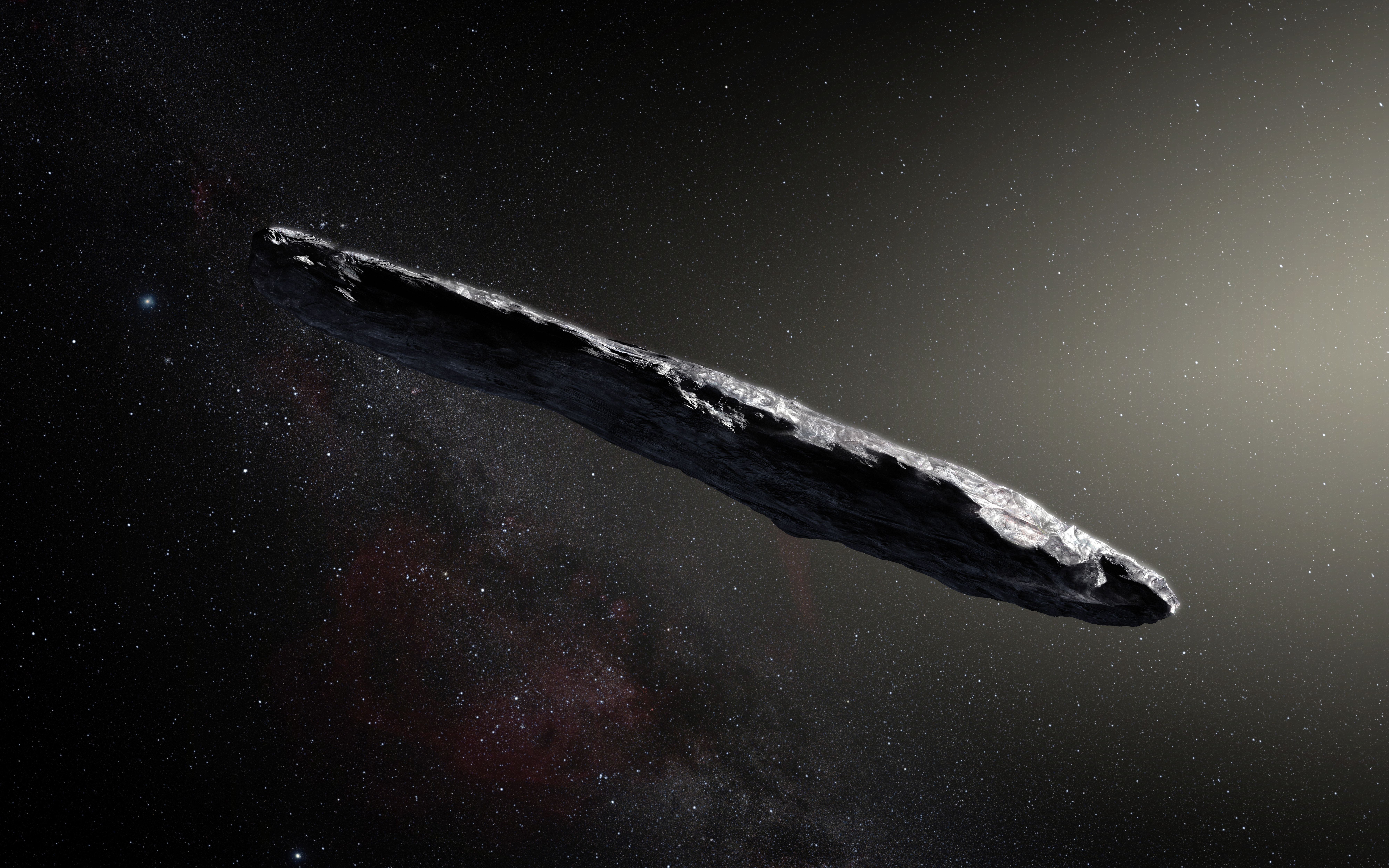
(ESO/M. Kornmesser) ʻOumuamua

- 17/10: ʻOumuamua: Vật thể liên sao đầu tiên được phát hiện trong hệ Mặt Trời[26]

## Tháng 11
- 15/11: phát hiện Ross 128 b, một hành tinh của sao lùn đỏ Ross 128 được cho là có điều kiện phù hợp với sự sống hơn Trái Đất

## Qua đời
- 10/1: Oliver Smithies nhà di truyền học người Mỹ gốc Anh
- 16/1: Eugene Cernan phi hành gia người Mỹ
- 7/2: Hans Rosling bác sĩ người Thụy Điển
- 21/2: Kenneth Arrow nhà kinh tế học người Mỹ
- 7/3: Hans Georg Dehmelt nhà vật lý người Mỹ gốc Đức
- 8/3: George Andrew Olah nhà hóa học người Mỹ gốc Hungary